# میامی (میزوری)
میامی (به انگلیسی: Miami) یک شهر در ایالات متحده آمریکا است که در شهرستان سالین، میزوری واقع شده‌است. میامی ۱٫۶۳ کیلومتر مربع مساحت و ۱۷۵ نفر جمعیت دارد و ۲۳۸ متر بالاتر از سطح دریا واقع شده‌است.